# ミヒャエル・ラメイ
ミヒャエル・ラメイ（マイケル・-、Michael Lamey、1979年11月29日 - ）は、オランダ、アムステルダム出身のサッカー選手。ポジションはディフェンダー。母親がナイジェリア人。主に左サイドバックをポジションとし、マーキング能力に長けている。
| スタブアイコン | サブスタブ | この項目は、まだ閲覧者の調べものの参照としては役立たない、サッカー選手に関連した書きかけの項目です。この項目を加筆・訂正などしてくださる協力者を求めています（P:サッカー/PJ:サッカー選手/PJ:女子サッカー）。 |